# Bee Vang
Bee Vang (Fresno, California; 4 de noviembre de 1991) es un actor estadounidense de ascendencia hmong.
Saltó a la fama con su actuación en 2008 con la película Gran Torino, coprotagonizada por Clint Eastwood.

## Vida personal
Vang nació en Fresno, California, cuatro años después de que sus padres hmong emigraron de Tailandia. Tenía cinco hermanos y una hermana.
Residió en el área de Twin Cities. Creció en un barrio de Minneapolis que describió como "pobre". Más tarde vivió en Robbinsdale, Minnesota. [4] Para su primer año asistió a Patrick Henry High School, y estaba en el programa avanzado de la Universidad de Minnesota. [5] También asistió a Robbinsdale Armstrong High School en Plymouth, Minnesota. [6] Vang, antes de ser elegido en Gran Torino, había planeado entrar en un programa premeditado. [7] Debido a su papel en Gran Torino, Vang consideró meterse en el cine. [8]
Asistió a la Universidad de Brown en Providence, Rhode Island. [3] En Brown, Vang planeó seguir una carrera como actor y estudiar cine y el idioma chino. [9] También formó parte de la Asociación de Estudiantes Asiáticos Americanos en Brown. [10]
De joven veía principalmente películas asiáticas. En una entrevista, Vang dijo que desde su adolescencia había visto varias películas occidentales, A Clockwork Orange, Heaven & Earth, Heavenly Creatures, Rambo: First Blood Part II y otras películas de guerra. [11] También vio filmes western de Clint Eastwood [12] y había sido fanático del actor durante un largo período de tiempo. Vang poseía copias de varias películas protagonizadas por Eastwood, como Dirty Harry, The Good, the Bad and the Ugly y Letters from Iwo Jima. [7] Vang dijo que prefería las películas asiáticas, y específicamente las versiones en idioma original con subtítulos en inglés. En una entrevista criticó la película Heaven & Earth. [11]
Para 2010, [13] Vang se convirtió en activista. [14] Vang colabora en películas de justicia social, internet y productos impresos con Louisa Schein, experta en medios hmong, Va-Megn Thoj, cineasta hmong, y Ly Chong Thong Jalao, un doctorado de la Universidad de California en Santa Bárbara. estudiante. Vang viaja por los Estados Unidos hablando en público sobre cuestiones relacionadas con Gran Torino y después de Gran Torino relacionadas con la comunidad hmong. [13] En 2011, Vang escribió un editorial criticando un segmento de comedia de radio KDWB, diciendo que retrataba ofensivamente a la gente hmong. [3]
Bang nació en Fresno, California, cuatro años después de que sus padres hmong emigraron de Tailandia. [1] Tenía cinco hermanos y una hermana. [2]
Residió en el área de Twin Cities. Creció en un barrio de Minneapolis que describió como "pobre". [3] Más tarde vivió en Robbinsdale, Minnesota. [4] Para su primer año asistió a Patrick Henry High School, y estaba en el programa avanzado de la Universidad de Minnesota. [5] También asistió a Robbinsdale Armstrong High School en Plymouth, Minnesota. [6] Vang, antes de ser elegido en Gran Torino, había planeado entrar en un programa premeditado. [7] Debido a su papel en Gran Torino, Vang consideró meterse en el cine. [8]
Asistió a la Universidad de Brown en Providence, Rhode Island. [3] En Brown, Vang planeó seguir una carrera como actor y estudiar cine y el idioma chino. [9] También formó parte de la Asociación de Estudiantes Asiáticos Americanos en Brown. [10]
De joven veía principalmente películas asiáticas. En una entrevista, Vang dijo que desde su adolescencia había visto varias películas occidentales, A Clockwork Orange, Heaven & Earth, Heavenly Creatures, Rambo: First Blood Part II y otras películas de guerra. [11] También vio Clint Eastwood westerns, [12] y había sido fanático de Eastwood durante un largo período de tiempo. Vang poseía copias de varias películas protagonizadas por Eastwood, como Dirty Harry, The Good, the Bad and the Ugly y Letters from Iwo Jima. [7] Vang dijo que prefería las películas asiáticas, y específicamente las versiones en idioma original con subtítulos en inglés. En una entrevista criticó la película Heaven & Earth. [11]
Para 2010, [13] Vang se convirtió en activista. [14] Vang colabora en películas de justicia social, internet y productos impresos con Louisa Schein, experta en medios hmong, Va-Megn Thoj, cineasta hmong, y Ly Chong Thong Jalao, un doctorado de la Universidad de California en Santa Bárbara. estudiante. Vang viaja por los Estados Unidos hablando en público sobre cuestiones relacionadas con Gran Torino y después de Gran Torino relacionadas con la comunidad hmong. [13] En 2011, Vang escribió un editorial criticando un segmento de comedia de radio KDWB, diciendo que retrataba ofensivamente a la gente hmong. [3]